# Maciej Deja
Maciej Deja (* 1960 in Warschau) ist ein zeitgenössischer polnischer Maler.

## Leben und Werk
Deja studierte am Staatlichen Institut für Kunst in Moskau W. I. Surikow sowie an der Warschauer Kunstakademie unter Wanda Paklikowska-Winnicka. Sein Diplom legte er 1987 bei Roman Artymowski ab. 1988 und 1989 war er Stipendiat des polnischen Ministeriums für Kultur und Wissenschaft. Deja ist Mitarbeiter am Lehrstuhl Grafik der Warschauer Kunstakademie unter Agnieszka Cieślińska-Kawecka.
Der Künstler schafft Drucke und Gemälde. Dabei ist sein Thema der Mensch – monumental und urzeitlich. Das Objekt wird nackt und ohne gegenständliche Elemente gezeigt. Der Hintergrund ist dunkel, das Objekt tritt daraus hervor: der männliche Körper, muskulös und athletisch dargestellt, kauert in Embryonalstellung, kniet oder schläft wie Kind. Die Figuren haben weder Kleidung noch Haare. Muskeln erhalten in den Gemälden Rot- und Brauntöne. Er arbeitet vorwiegend in Schabtechnik.
Deja wurde mehrfach für seine Arbeiten ausgezeichnet, so war er einer der Preisträger des Warschauer Grafikwettbewerbs des Jahres 2011. Er hatte Einzelausstellungen in verschiedenen europäischen Städten und war an Gruppenausstellungen auf mehreren Kontinenten beteiligt. Seine Werke sind in verschiedenen Sammlungen vertreten, so an der Kunsthochschule Tama in Tokyo und im Staatlichen Majdanek-Museum, Majdanek. 1999 erwarb Harvard Art Museums einen Deja-Druck (Untitled) aus dem Jahr 1994. Im Princeton University Art Museum befindet sich das Werk „Male Nude“ aus dem Jahr 1996.